# 菅大輝 (サッカー選手)
菅 大輝（すが だいき、1998年9月10日 - ）は、北海道小樽市出身のプロサッカー選手。Jリーグ・サンフレッチェ広島所属。ポジションはフォワード、ミッドフィールダー。元日本代表。
左足から放たれる「菅キャノン」とも呼ばれるスーパーミドルシュートが武器。

## 来歴

### プロ入り前
2016年2月、ゼロックススーパーカップの前座試合『NEXT GENERATION MATCH』でU-18Jリーグ選抜に選出した。4月より、Jリーグ2種登録選手として承認され、北海道コンサドーレ札幌のアカデミーに所属しながらトップチームの選手として登録された。登録してから2日後にJ2第6節FC町田ゼルビア戦でJリーグ初出場し、第7節ファジアーノ岡山FC戦には17歳6カ月30日で先発出場し、クラブ最年少記録を更新した。10月26日、トップチームに内定したことが発表された。

### 北海道コンサドーレ札幌
2017年、北海道コンサドーレ札幌に入団。8月5日、J1第20節セレッソ大阪戦で初得点を挙げた。2018年シーズンは、レギュラーとして活躍し、その活躍が評価されてベストヤングプレーヤー賞にノミネートされた。
2019年シーズンよりクラブ史上初となるFW登録で背番号「4」番を着用する。5月24日、コパ・アメリカに臨む東京五輪世代中心で構成された日本代表に初選出された。札幌の下部組織出身で在籍中に選出されたのはクラブ史上初の快挙となった。12月7日にはEAFF E-1サッカー選手権2019の日本代表に怪我で辞退した室屋成の代わって選出された。12月14日の香港戦で代表初出場し、代表初得点も決めた。
2020年8月29日、クラブ史上最年少の21歳11カ月20日でJ1リーグ100試合出場を達成。なお、Jリーグにおける史上最年少100試合出場記録は、かつて札幌にも在籍していた稲本潤一が2000年に達成した、20歳10カ月25日である。
2023年6月24日、J1リーグ史上最年少の24歳9カ月17日でJ1リーグ200試合出場を達成。なお、これまでの記録は、阿部勇樹（当時ジェフ千葉）が2006年に記録した24歳11カ月20日である。

## 所属クラブ
- コンサドーレ札幌U-12 (小樽市立高島小学校)
- コンサドーレ札幌U-15 (小樽市立末広中学校)
- 2014年 - 2016年 北海道コンサドーレ札幌U-18 (飛鳥未来高等学校)
  - 2016年 北海道コンサドーレ札幌 (2種登録選手)
- 2017年 - 2024年  北海道コンサドーレ札幌
- 2025年 -  サンフレッチェ広島

## 個人成績
| 国内大会個人成績 | 国内大会個人成績 | 国内大会個人成績 | 国内大会個人成績 | 国内大会個人成績 | 国内大会個人成績 | 国内大会個人成績 | 国内大会個人成績 | 国内大会個人成績 | 国内大会個人成績 | 国内大会個人成績 | 国内大会個人成績 |
| 年度             | クラブ           | 背番号           | リーグ           | リーグ戦         | リーグ戦         | リーグ杯         | リーグ杯         | オープン杯       | オープン杯       | 期間通算         | 期間通算         |
| 年度             | クラブ           | 背番号           | リーグ           | 出場             | 得点             | 出場             | 得点             | 出場             | 得点             | 出場             | 得点             |
| 日本             | 日本             | 日本             | 日本             | リーグ戦         | リーグ戦         | リーグ杯         | リーグ杯         | 天皇杯           | 天皇杯           | 期間通算         | 期間通算         |
| ---------------- | ---------------- | ---------------- | ---------------- | ---------------- | ---------------- | ---------------- | ---------------- | ---------------- | ---------------- | ---------------- | ---------------- |
| 2016             | 札幌             | 38               | J2               | 5                | 0                | -                | -                | 2                | 0                | 7                | 0                |
| 2017             | 札幌             | 38               | J1               | 23               | 1                | 6                | 0                | 1                | 0                | 30               | 1                |
| 2018             | 札幌             | 38               | J1               | 33               | 1                | 1                | 0                | 1                | 0                | 35               | 1                |
| 2019             | 札幌             | 4                | J1               | 31               | 0                | 6                | 1                | 1                | 0                | 38               | 1                |
| 2020             | 札幌             | 4                | J1               | 29               | 2                | 3                | 0                | -                | -                | 32               | 0                |
| 2021             | 札幌             | 4                | J1               | 36               | 1                | 9                | 1                | 2                | 0                | 47               | 2                |
| 2022             | 札幌             | 4                | J1               | 31               | 4                | 7                | 0                | 1                | 0                | 39               | 4                |
| 2023             | 札幌             | 4                | J1               | 33               | 3                | 6                | 1                | 3                | 0                | 42               | 4                |
| 2024             | 札幌             | 4                | J1               | 34               | 1                | 4                | 2                | 1                | 0                | 39               | 3                |
| 通算             | 日本             | 日本             | J1               | 250              | 13               | 42               | 5                | 10               | 0                | 302              | 18               |
| 通算             | 日本             | 日本             | J2               | 5                | 0                | -                | -                | 2                | 0                | 7                | 0                |
| 総通算           | 総通算           | 総通算           | 総通算           | 255              | 13               | 42               | 5                | 12               | 0                | 309              | 18               |

- 2016年は2種登録選手
- Jリーグ初出場 - 2016年4月3日 J2第6節 対FC町田ゼルビア (町田市立陸上競技場)
- Jリーグ初得点 - 2017年8月5日 J1第20節 対セレッソ大阪（キンチョウスタジアム）

## タイトル

### クラブ
サンフレッチェ広島
- FUJIFILM SUPER CUP：1回（2025年）

## 代表歴
- U-16日本代表 
  - AFC U-16選手権[19](2014年)
- U-17日本代表
  - 国際ユースサッカーin新潟[20](2015年)
- U-18日本代表
  - バレンティン・グラナトキン国際トーナメント[21](2016年)
- U-19日本代表 
  - SBSカップ 国際ユースサッカー[22](2016年)
- U-20日本代表
  - M-150カップ（2017年）
- U-21日本代表
  - スポーツ・フォー・トゥモロー（SFT）プログラム 南米・日本U-21サッカー交流（2018年）
  - トゥーロン国際大会（2018年）
  - ドバイカップU-23（2018年）
- U-22日本代表
  - 北中米遠征（2019年）
  - キリンチャレンジカップ（2019年）
- U-23日本代表
  - AFC U-23選手権（2020年）
- 日本代表
  - コパ・アメリカ2019（2019年）
  - EAFF E-1サッカー選手権2019（2019年）

### 試合数
- 国際Aマッチ 1試合 1得点（2019年）

| 日本代表 | 国際Aマッチ | 国際Aマッチ |
| 年       | 出場        | 得点        |
| -------- | ----------- | ----------- |
| 2019     | 1           | 1           |
| 通算     | 1           | 1           |

### 出場
| No. | 開催日         | 開催都市 | スタジアム         | 対戦国 | 結果 | 大会                       |
| --- | -------------- | -------- | ------------------ | ------ | ---- | -------------------------- |
| 1.  | 2019年12月14日 | 釜山     | 釜山九徳スタジアム | 香港   | ○5-0 | EAFF E-1サッカー選手権2019 |

### ゴール
| No. | 開催日         | 開催都市 | スタジアム         | 対戦国 | 結果 | 大会                       |
| --- | -------------- | -------- | ------------------ | ------ | ---- | -------------------------- |
| 1.  | 2019年12月14日 | 釜山     | 釜山九徳スタジアム | 香港   | ○5-0 | EAFF E-1サッカー選手権2019 |